# 南區 (堺市)
南区（日语：／ Minami ku */?）是堺市的7区之一，大阪周邊最主要的新市鎮泉北新市鎮位於本區內，為堺市面積最大的區。

## 歷史
現在的南區轄區在令制國時代屬於和泉國大鳥郡，江戶時代時分屬伯太藩和關宿藩的領地，17世紀末至18世紀初期間的伯太藩曾將藩廳於大庭寺，因此當時是名為「伯太藩」，直到1727年藩廳往南遷至和泉郡的伯太村，才更名為伯太藩；明治維新後，關宿藩領地先於1869年被併入堺縣，柏太藩則在1871年中短暫改設為柏太縣後，於年底也被併入堺縣，1881年由隨著堺縣被併入大阪府而成為大阪府的轄區。
1889年實施町村制，現在的南區範圍在當時分屬北上神村、中上神村、南上神村、美木多村、鶴田村五個行政區劃；在經歷多次的行政區劃整併後，這些區域在1959年至1961年期間先後被併入堺市，在1961年也被規劃為新市鎮的預定地，1967年陸續完工後開始有大量居民遷入。
1995年堺市在此區域設立市政府南支所，2006年堺市成為政令指定都市后，便直接以南支所的管轄範圍設立為南區。

## 交通
區內對外軌道交通為針對泉北新市鎮所興建的泉北高速鐵道線，並以泉丘站為主要車站，往北可接入高野線進入堺的主要市區，或是轉乘大阪市高速電氣軌道御堂筋線進入大阪市區。

### 鐵路
泉北高速鐵道
- 泉北高速鐵道線：泉丘站 - 栂·美木多站 - 光明池站

## 本地出身之名人
- 藤浪晉太郎：棒球選手
- 小林誠司：棒球選手
- 黑田俊介：作詞家、作曲家、音樂家
- 澤口靖子：演員
- 嘉那蕾音：藝人

## 外部連結
- OpenStreetMap上有關南區 (堺市)的地理
- （日語） 官方网站